# گلادستون، کوئینزلند
گلادستون کوئینزلند (انگلیسی: Gladstone, Queensland) شهری است در ایالت کوئینزلند استرالیا. این شهر در ۵۵۰ کیلومتری شمال بریزبن پایتخت این ایالت و در ۱۰۰ کیلومتری جنوب راکهمپتون قرار گرفته است.

## نگارخانه

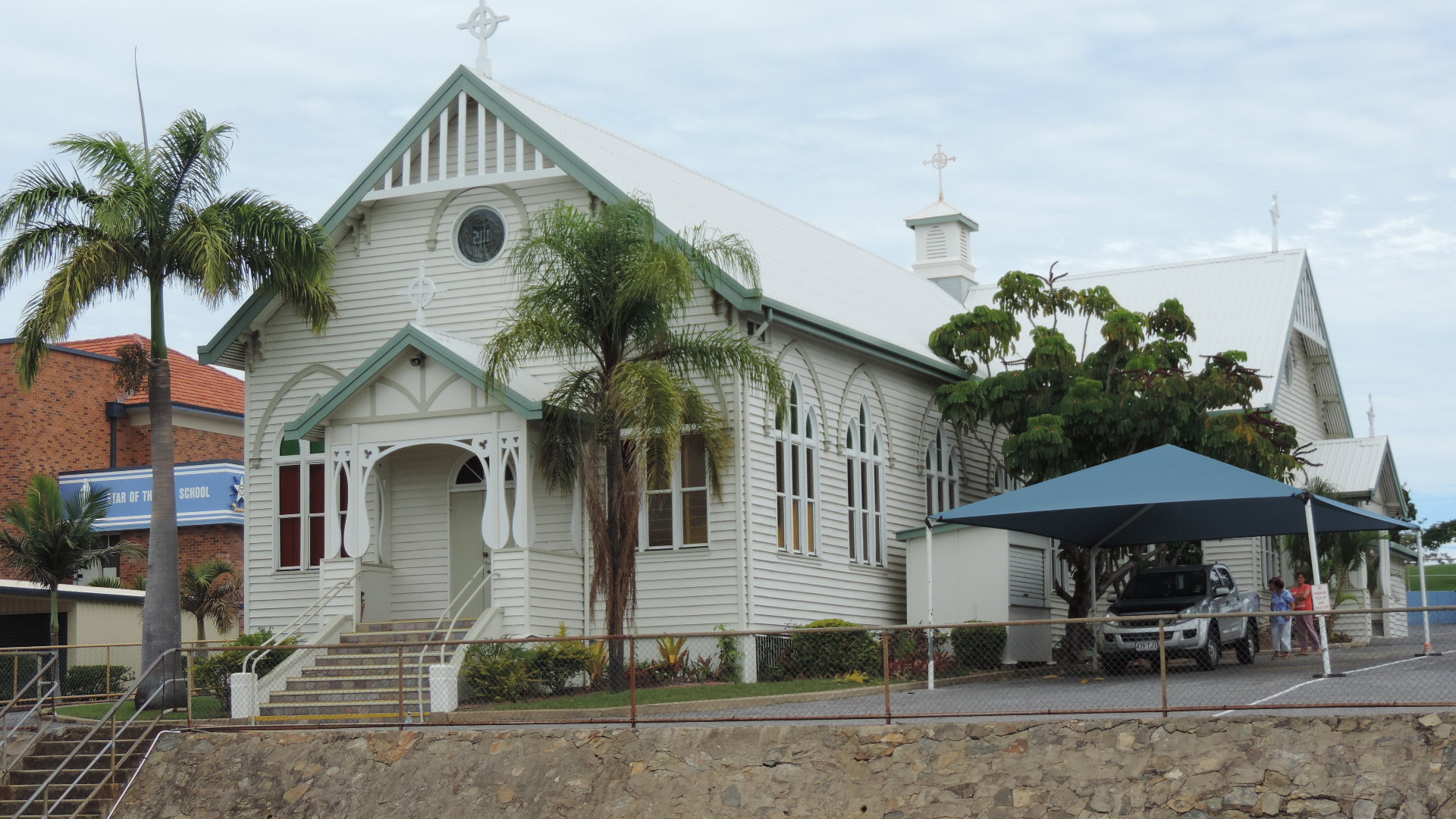
Our Lady Star of the Sea Catholic Church, ۲۰۱۴
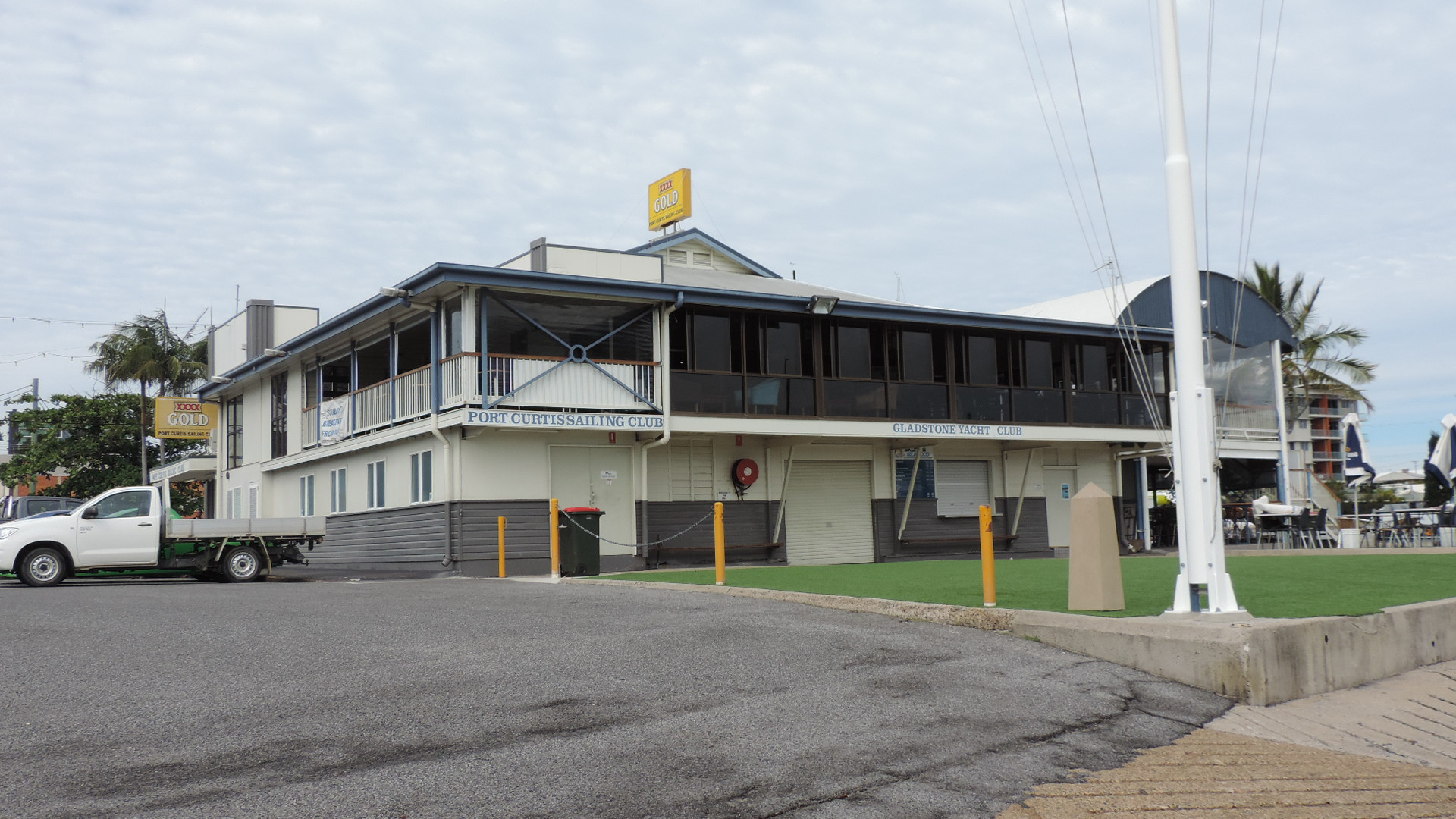
Port Curtis Sailing Club (view from Auckland Inlet), ۲۰۱۴
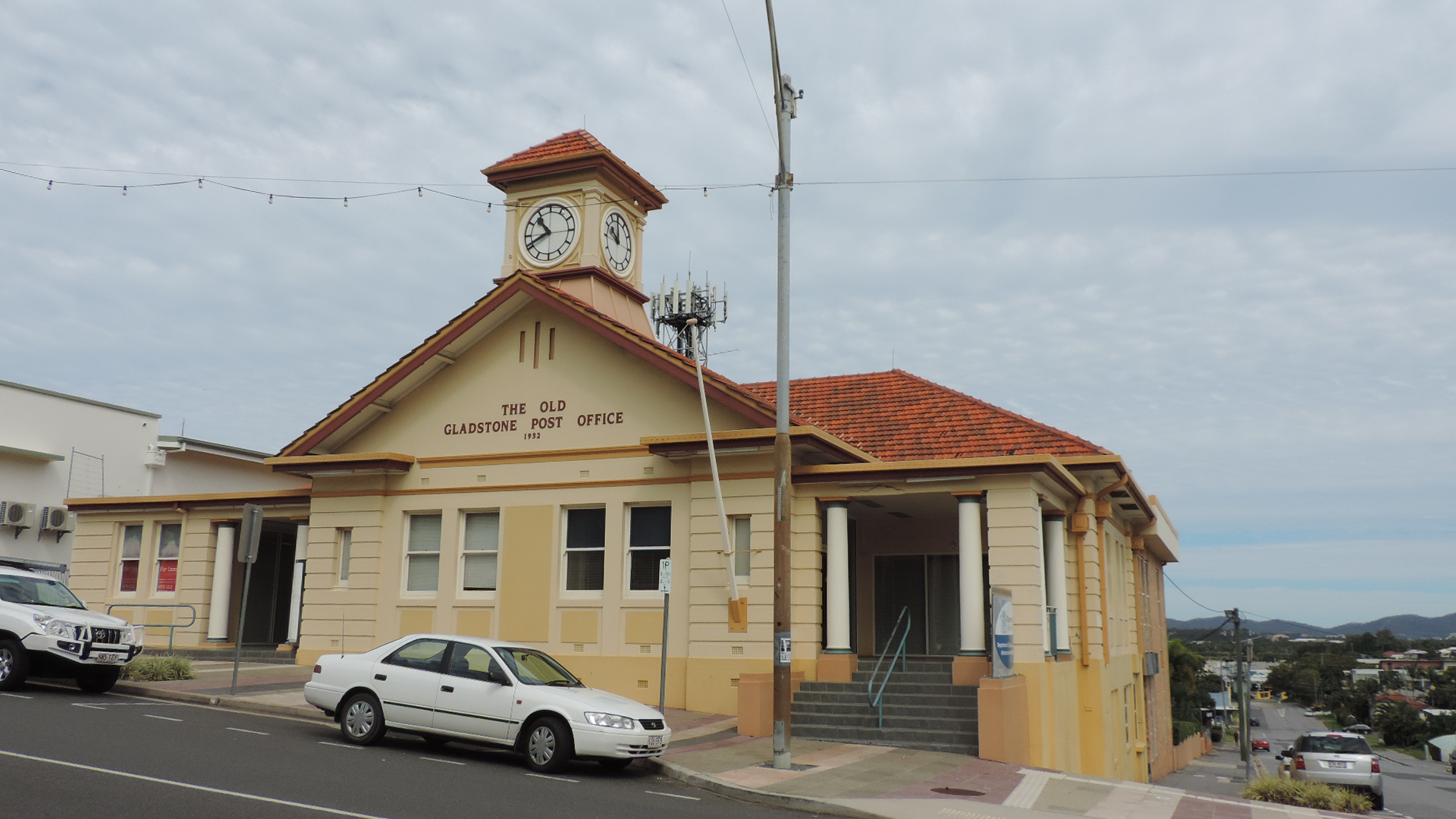
Old Gladstone Post Office, ۲۰۱۴
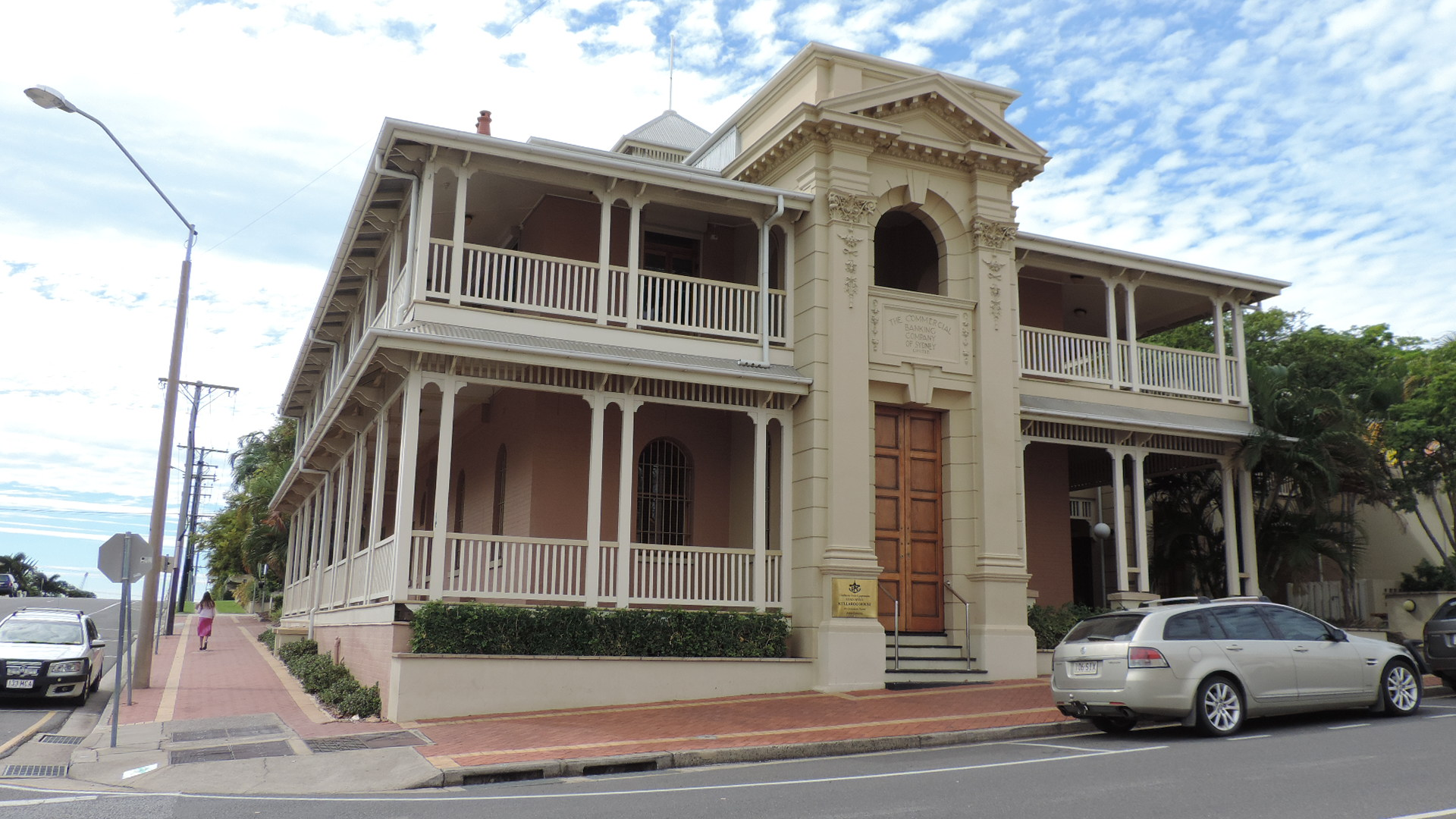
Kullaroo House, ۲۰۱۴
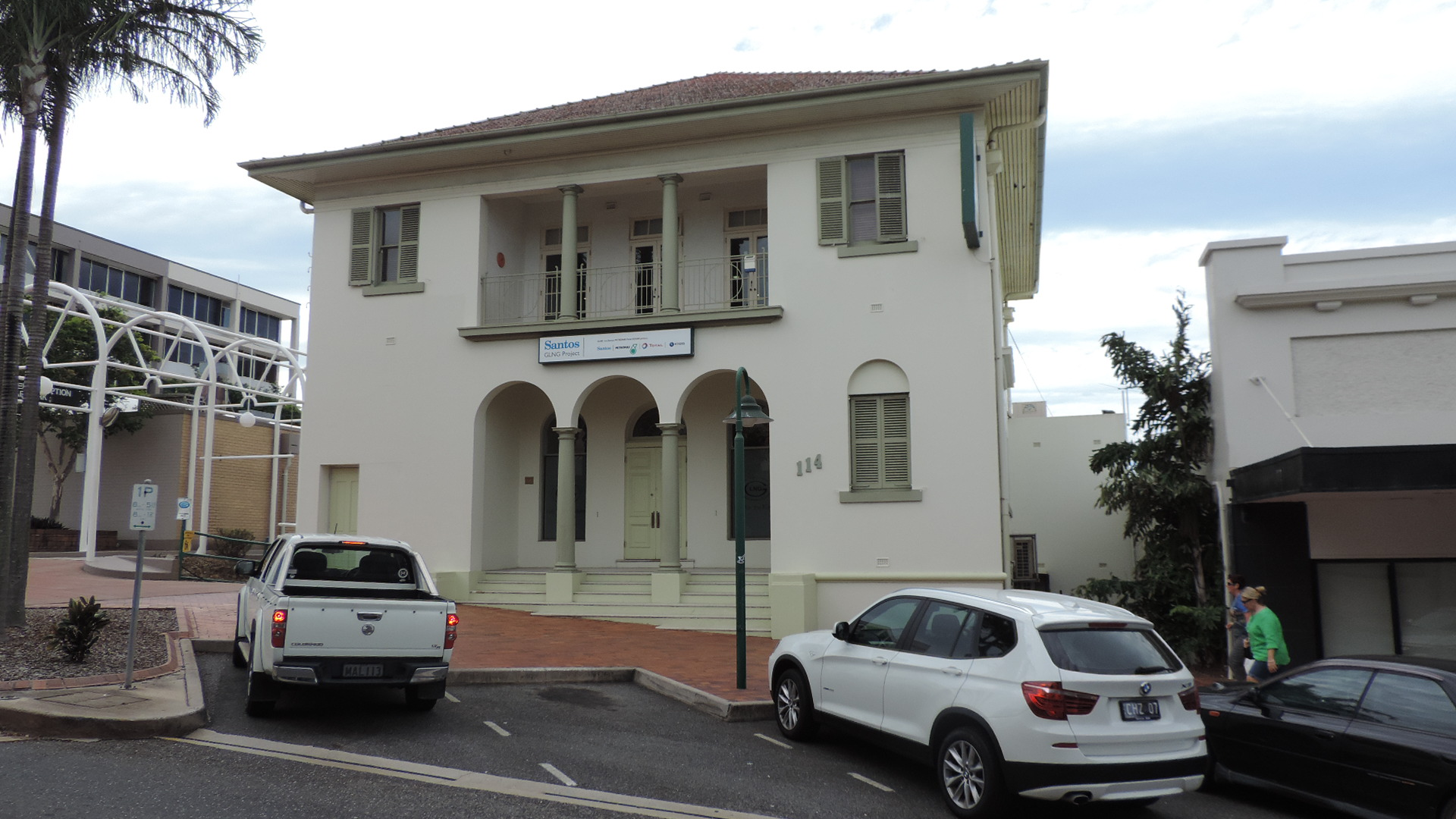
Former Commonwealth Bank, ۲۰۱۴
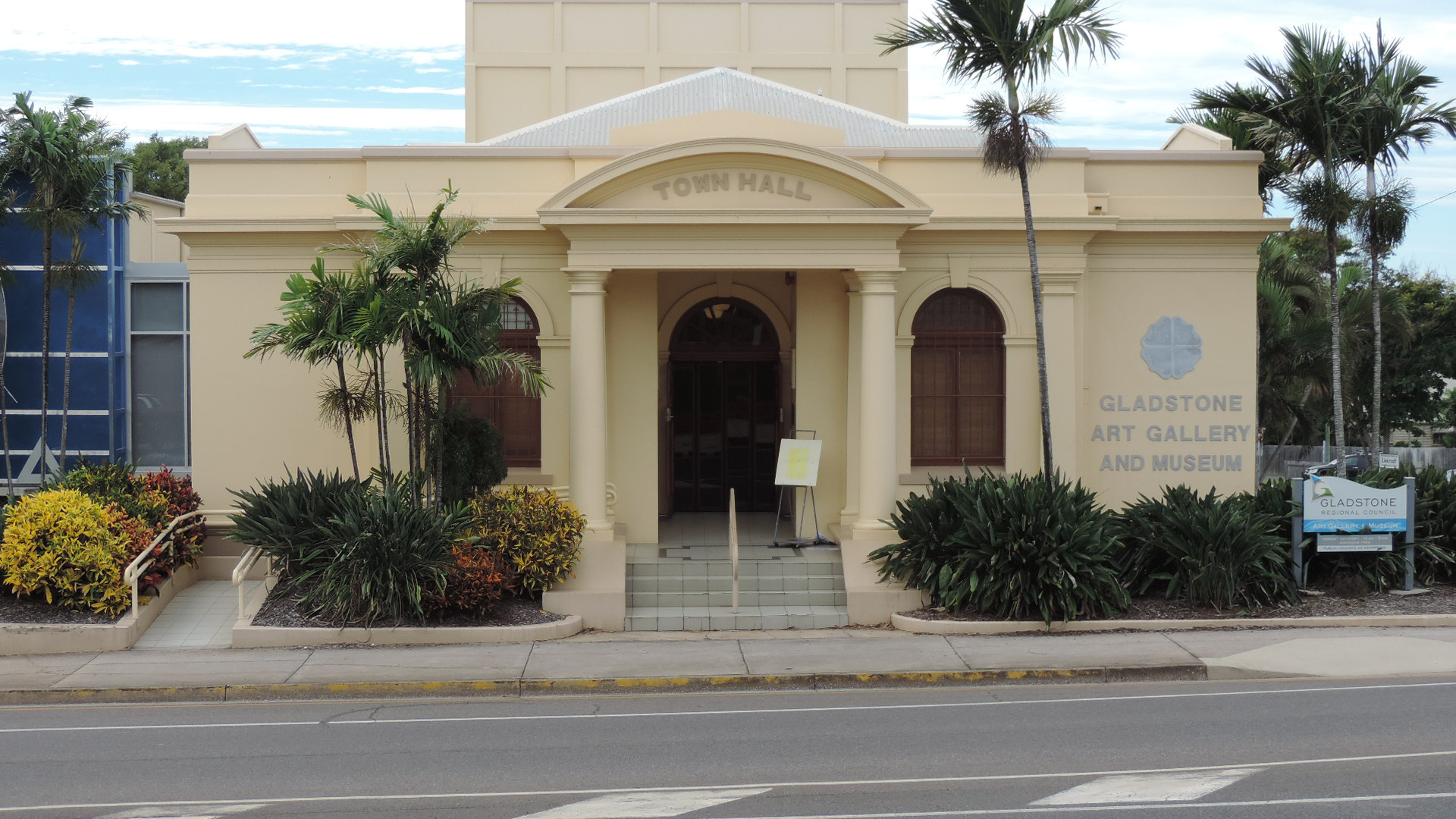
Gladstone Regional Art Gallery and Museum (Old Town Hall), ۲۰۱۴